# Deutsch-österreichische Zollunion

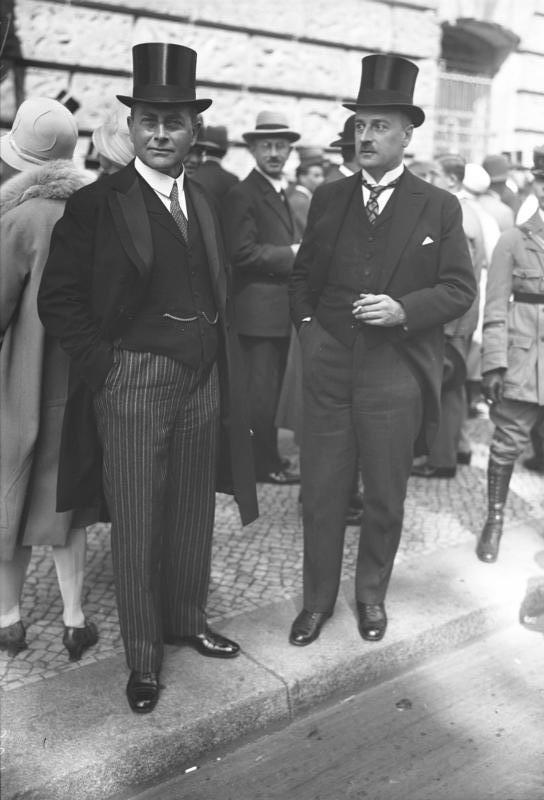
Der Initiator des Zollunionsprojekts, der deutsche Außenminister Julius Curtius (links). Aufnahme vom Oktober 1931

Die deutsch-österreichische Zollunion war ein Projekt des Deutschen Reiches und der Republik Österreich in den Jahren 1930 und 1931. Es stieß auf energische Proteste der Regierungen Frankreichs, Italiens und der Tschechoslowakei, weil es einen Anschluss Österreichs und eine Hegemonialstellung Deutschlands in Mittel- und Südosteuropa vorzubereiten schien. Auch die britische Regierung stand dem Projekt ablehnend gegenüber, weil es die internationalen Spannungen verschärfte. Der Plan einer Zollunion scheiterte im Spätsommer 1931, als die französische Regierung Österreichs Finanznot in der Weltwirtschaftskrise nutzte und eine internationale Kredithilfe von einem Verzicht auf das Projekt abhängig machte. Nach einem Urteil des Ständigen Internationalen Gerichtshofs war es zudem unvereinbar mit dem Genfer Protokoll von 1922, in dem Österreich sich verpflichtet hatte, seine wirtschaftliche und finanzielle Unabhängigkeit zu wahren. Das Zollunionsprojekt wird in einem Teil der Forschung als Wegmarke in der Entwicklung der deutschen Außenpolitik hin zu einem harten Konfrontationskurs angesehen. Ein Konsens darüber besteht nicht.

## Entstehung
Im Februar 1930 machte der österreichische Bundeskanzler Johann Schober einen Staatsbesuch in Berlin, um einen Handelsvertrag vorzubereiten, der im April 1930 unterzeichnet werden sollte. Bei den Gesprächen mit der Reichsregierung erwähnte er am 22. Februar 1930 auch die Möglichkeit einer Zollunion, die er aber angesichts der völkerrechtlichen Lage für ausgeschlossen hielt. Der Staatssekretär im deutschen Auswärtigen Amt, Carl von Schubert, ein langjähriger Mitarbeiter des wenige Monate zuvor verstorbenen Außenministers Gustav Stresemann, pflichtete ihm bei und verwies auf das Genfer Protokoll aus dem Jahr 1922, mit dem Österreich sich gegenüber Großbritannien, Frankreich, Italien und der Tschechoslowakei verpflichtet hatte, seine wirtschaftliche Unabhängigkeit zu wahren und seine Staatsfinanzen vom Völkerbund kontrollieren zu lassen. Der deutsche Außenminister Julius Curtius (DVP) dagegen meinte, man solle eine Zollunion gleichwohl vorberaten. Zwei Tage später zeigte er sich optimistisch, dass sie völkerrechtlich zulässig wäre, wenn sie „kündbar oder befristet“ sei.
Hintergrund war der bevorstehende Abzug der belgischen und französischen Truppen aus dem Rheinland, das diese Anfang 1919 besetzt hatten. Mit diesem Zugeständnis hatten die Siegermächte das Deutsche Reich bewogen, in den Youngplan einzuwilligen, einen 1929 ausgehandelten Reparationsplan. Als Ende Juni die letzten Besatzungstruppen aus dem Rheinland abgezogen waren, glaubte Curtius, weniger Rücksicht auf Frankreich nehmen zu müssen, das einer engeren Zusammenarbeit der beiden deutschsprachigen Staaten ablehnend gegenüberstand. Außerdem waren in Deutschland seit April die Sozialdemokraten nicht mehr in der Regierung vertreten. Statt des Sozialdemokraten Hermann Müller, der Stresemanns Verständigungspolitik mit Frankreich immer unterstützt hatte, war seit dem 31. März 1930 der konservative Zentrumspolitiker Heinrich Brüning Reichskanzler, der gleich in seiner ersten Regierungserklärung eine „organische Weiterentwicklung der bisherigen Außenpolitik“ versprochen hatte – also keine einfache Fortsetzung der bisherigen Verständigungspolitik. Für diesen neuen Kurs schien Bernhard Wilhelm von Bülow der richtige Mann zu sein, der im Juni Schubert als Staatssekretär im Auswärtigen Amt abgelöst hatte. Die deutsche Außenpolitik zielte seitdem nicht mehr auf eine Verständigung mit Frankreich, sondern versuchte, Erfolge bei der Revision des Versailler Vertrags notfalls auch in Konfrontation mit dem Nachbarn zu erreichen.
Am 3. Juli 1930 mahnte Karl Ritter, der Leiter des Referats für Wirtschaft im Auswärtigen Amt, seinen Wiener Kollegen Richard Schüller, es sei nun an der Zeit, „endlich zusammenzukommen“. Im September trafen sich die beiden Beamten und einigten sich über die Grundlinien einer Zollunion. Als der deutsche Außenminister Curtius im September am Rande der Tagung des Völkerbundes in Genf den österreichischen Bundeskanzler Schober traf, stellte er enttäuscht fest, dass dieser nur von weiteren Handelsvergünstigungen redete, ohne die Zollunion zu erwähnen. Dennoch arbeitete Ritter auf der Grundlage der Absprache mit Schüller einen Vertragsentwurf aus und sandte ihn nach Wien. Am 5. Januar 1931 erklärte sich Schüller „im wesentlichen“ einverstanden – die Sache sei ja derzeit nicht aktuell. Bei der nächsten Völkerbundstagung im Januar traf Curtius Schober wieder und regte „drängend an“, jetzt beschleunigt vorzugehen; Österreich solle die Initiative übernehmen. Dies lehnte Schober ab, lud Curtius aber zu einem Staatsbesuch nach Wien ein.
In Berlin holte Curtius nun auch die Zustimmung Kanzler Brünings ein, die dieser anscheinend ohne weitere Nachfragen gab. Führende Ministerialbeamte aus dem Auswärtigen Amt und dem Reichsfinanzministerium äußerten Zweifel, ob Österreich im Zeichen der Weltwirtschaftskrise dem diplomatischen und vor allem finanziellen Druck Frankreichs widerstehen könne. Curtius selbst gab in einer im Rückblick verfassten Rechtfertigung an, er hätte auch die Botschafter in den Unterzeichnerstaaten des Genfer Protokolls informiert, und sie hätten sein Vorhaben nicht abgelehnt. Diese Angabe wird von dem Historiker Hermann Graml aber als bloße Schutzbehauptung bezeichnet.
Ohne diesen Mächten irgendwelche Vorabinformationen zu geben, reiste Curtius nach Wien zu Schober, der seit Ende 1930 Außenminister im Kabinett seines Nachfolgers Otto Ender war. Curtius drängte darauf, die Zollunion nun endlich abzuschließen. Die Österreicher zögerten, widersprachen jedoch nicht. Am 5. März 1931 wurden Deutsche und Österreicher über den Wortlaut des Abkommens über eine Zollunion einig. Auch wie die anderen Mächte zur Einwilligung gebracht werden könnten wurde vereinbart: Zum einen sollte das Abkommen als bloßer Vorvertrag hingestellt werden, als Vereinbarung, über eine Zollunion zu beraten. Zum andern wollte man es als Vorstufe zu einer europäischen Einigung darstellen, wie sie der französische Außenminister Aristide Briand im September 1929 vorgeschlagen hatte. Daher wollten beide Regierungen es beim nächsten Treffen des Europäischen Studienausschusses im Mai 1931 veröffentlichen. Dieses Gremium war im September 1930 vom Völkerbund einberufen worden, um Briands Vorschläge zu prüfen. Ganz ähnlich hatte schon im Januar 1931 Staatssekretär Bülow angekündigt, „der Angelegenheit ein paneuropäisches Mäntelchen umhängen“ zu wollen, um den anderen Staaten die Zustimmung zu erleichtern.

## Inhalt

Deutschland und Österreich zur Zeit des Zollunionsprojekts

Das Protokoll, das Curtius und Schober ausgehandelt hatten, war kein völkerrechtlicher Vertrag, sondern nur ein pactum de contrahendo: Deutschland und Österreich bekundeten darin ihre Absicht, „alsbald in Verhandlungen über einen Vertrag zur Angleichung der zoll- und handelspolitischen Verhältnisse beider Länder […] einzutreten“. Der Inhalt des abzuschließenden Vertrags wurde in den zwölf Artikeln des Protokolls detailliert beschrieben: Beide Länder wollten ein einheitliches Zollgebiet ohne Binnenzölle bilden, ihre nationale Unabhängigkeit sollte aber gewahrt bleiben, ebenso die der Zollverwaltungen beider Länder. Alle gegenüber Drittländern eingegangenen Verpflichtungen wurden anerkannt – damit war das Genfer Protokoll von 1922 gemeint. Über Zwischenzölle für bestimmte Warengruppen und deren Dauer sollte noch verhandelt werden, ebenso über Niederlassungs- und Gewerbefreiheit und Fragen der Besteuerung von Unternehmen im jeweils anderen Land, über eine Angleichung des gemeinsamen Tierseuchenabkommens von 1924 und die Folgen, die Handelsabkommen mit Drittstaaten für den gemeinsamen Wirtschaftsraum haben würden. Ein paritätisch besetzter Schiedsausschuss sollte eingerichtet werden, in dem Streitfälle beigelegt werden konnten. Der Vertrag sollte nach einer zwölfmonatigen Frist kündbar sein, frühestens aber drei Jahre nach seinem Inkrafttreten. Die Zollunion sollte offen für weitere Mitglieder sein und wurde als Anfang einer Neuordnung der europäischen Wirtschaftsverhältnisse auf dem Wege regionaler Vereinbarungen bezeichnet.

## Bekanntgabe
Dieses Ergebnis präsentierte Curtius am 16. März 1931 dem Reichskabinett:

„Politisch sei der Anschluß noch nicht reif, wirtschaftlich könne er jetzt, unter vorsichtigster Berücksichtigung der außenpolitischen Schwierigkeiten bei einem solchen Vorgehen, entscheidend gefördert werden.“

Insbesondere von Frankreich und der Tschechoslowakei sei „mit einer erheblichen außenpolitischen Diskussion“ zu rechnen. Wie das Projekt dennoch durchgesetzt werden könne, erläuterte Curtius nicht. Brüning hielt den Zeitpunkt für „nicht besonders glücklich gewählt“, widersprach dem Vorhaben aber nicht. Die anderen Minister machten ebenfalls auf die Risiken des Projekts aufmerksam, erklärten sich aber ebenfalls einverstanden, wenn nur der Ständige Internationale Gerichtshof in Den Haag nicht eingeschaltet würde – ein Hinweis darauf, dass ihnen die völkerrechtlich prekäre Lage durchaus bewusst war. Darauf deuten auch die Warnungen Bülows, mit denen er am 17. März die Unterlagen an die deutsche Botschaft nach Paris begleitet hatte:

„Wir dürfen unter keinen Umständen bei Besprechungen dieser Art und während des zu erwartenden Pressesturms irgendeine Spur von schlechtem Gewissen zeigen.“

Nach Zustimmung beider Kabinette mahnten die Deutschen, dass das Projekt am 23. März veröffentlicht werden müsse, da es sonst nicht mehr im Europäischen Studienausschuss beraten werden könne. Dieser Termin stand aber seit Monaten fest. Schober berichtete am 13. März im Ministerrat, er habe sich Curtius‘ Drängen auf ein beschleunigtes Tempo nicht widersetzen können, auch wenn das Überraschungsmoment diplomatisch wohl eher schädlich wirken würde. Wahrscheinlich befürchtete Curtius, die zögerlichen Österreicher würden doch noch einen Rückzieher machen. Diese setzten sich mit ihrem Ansinnen nicht durch, die Initiative allein der deutschen Seite zuzuweisen. Deutsche und Österreicher einigten sich auf gemeinsame Demarchen der Botschafter beider Länder in London, Paris und Rom. Da Curtius nun auch noch Indiskretionen der Presse befürchtete, drängte er darauf, den Termin noch weiter vorzuverlegen. Dadurch blieb keine Zeit mehr für diplomatische Vorbereitungen: Am 21. März informierten Deutschland und Österreich die Regierungen Großbritanniens, Frankreichs, Italiens und der Tschechoslowakei über das Projekt. Die befürchtete Indiskretion gab es in der Tat: Am 17. März 1931 meldete die Wiener Neue Freie Presse, Österreich habe eine Zollunion mit Deutschland abgeschlossen. In Prag und Paris wussten die Regierungen daher bereits Bescheid: Als der deutsche Botschafter Leopold von Hoesch am Quai d’Orsay die Demarche übergab, lag seinem Gesprächspartner Philippe Berthelot bereits „ein langes schriftliches Gutachten“ mit allen Gegenargumenten vor.

## Motive

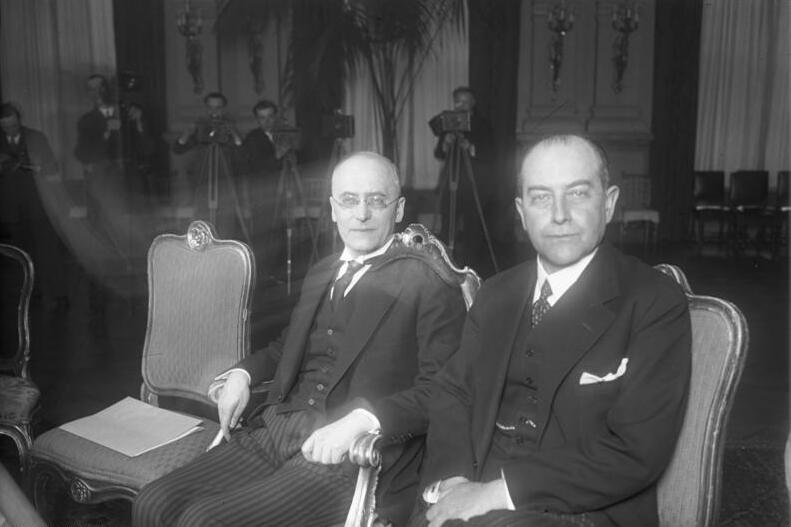
Reichskanzler Heinrich Brüning (links) und sein Außenminister Julius Curtius. Aufnahme vom April 1931

In der Forschung werden verschiedene Gründe diskutiert, aus denen Politiker aus Österreich und der Weimarer Republik das riskante Zollunionsprojekt in Angriff nahmen. Zum einen schien es eine Sicherung gegen anderweitige Kombinationen zu sein, mit denen sich Österreich aus seiner chronischen Wirtschafts- und Finanznot zu befreien versuchte, wie etwa die Donauföderation oder Pläne Frankreichs, Mittel- und Südosteuropa wirtschaftlich neu zu strukturieren und so seine Verbündeten in der Kleinen Entente zu stärken. Da diese multilateralen Ansätze 1931 gescheitert waren, schien die Zeit reif für eine bilaterale Lösung. Eine Lösung unter Einfluss Frankreichs drohte zudem einen Anschluss Österreichs an das Deutsche Reich zu erschweren oder unmöglich zu machen, der trotz des Verbots sowohl im Versailler Vertrag als auch im Vertrag von Saint-Germain zu den Zielen der deutschen Außenpolitik gehörte. Eine Zollunion konnte ein Schritt auf dem Weg dorthin oder ein Ersatz für den Anschluss sein. Wenn auch noch andere Staaten sich anschlossen, schien die Zollunion geeignet, ein neues Mitteleuropa aufbauen zu helfen, mit starker Außenwirkung Richtung Osten und Südosten, wo das Deutsche Reich ökonomisch und politisch bald eine Hegemonialstellung einnehmen würde. Ähnliche Pläne wurden in der deutschen Öffentlichkeit seit 1928 vom Mitteleuropäischen Wirtschaftstag befürwortet, einer industriellen Lobbyorganisation. Noch weiter gehende Revisionsziele in Richtung der deutschen Ostgrenze schwebten Staatssekretär Bülow vor. Er nahm an, dass eine erfolgreiche deutsch-österreichische Zollunion bald die Tschechoslowakei zwingen werde, sich anzuschließen. Als Nächstes müsse das Deutsche Reich auch mit den baltischen Staaten „nähere wirtschaftliche Beziehungen“ schaffen:

„Dann ist Polen mit seinem wenig gefestigten Wirtschaftskörper eingekreist und allerhand Gefährdungen ausgesetzt: Wir haben es in einer Zange, die es vielleicht doch über kurz oder lang reif machen kann, dem Gedanken des Austauschs politischer Konzessionen gegen handgreifliche wirtschaftliche Konzessionen näherzutreten.“

Neben diesen handfesten außenpolitischen Zielen spielten auch innenpolitische Ziele eine Rolle. Die Regierung Brüning war eine Minderheitsregierung, die abhängig war von der Zustimmung der kleinen Rechtsparteien im Reichstag sowie vom Wohlwollen des monarchistischen Reichspräsidenten Paul von Hindenburg. Wiederholt versuchte Brüning auch, die NSDAP dazu zu bewegen, sein Kabinett zu unterstützen, die nach ihrem ersten großen Wahlsieg bei den Reichstagswahlen vom September 1930 gefordert hatten, den Anschluss Österreichs durch eine Zollunion anzubahnen. Die Innenpolitik war auch eines der Motive Schobers: Der parteilich ungebundene Beamte hatte bei der Nationalratswahl 1930 ein Wahlbündnis aus der Großdeutschen Volkspartei und dem Landbund geschlossen. Seine Orientierung Richtung Deutschland, der auch die traditionell großdeutsch denkenden Sozialdemokraten zuneigten, sollte den Großdeutschen helfen, gegenüber dem Koalitionspartner, der Christlichsozialen Partei, vor allem aber gegenüber den Heimwehren innenpolitisch Boden zu gewinnen. An der Entwaffnung dieser faschistischen Bewegung, die sich seit dem Korneuburger Eid vom Mai 1930 offen zu ihren antiparlamentarischen Zielen bekannte und eine Anlehnung an Mussolinis Italien anstrebte, war Schober gescheitert.
Wirtschaftliche Überlegungen spielten vor allem auf österreichischer Seite eine Rolle. Die Alpenrepublik hatte seit dem Zusammenbruch der k.u.k. Doppelmonarchie 1918 mit gravierenden ökonomischen und finanziellen Problemen zu kämpfen gehabt, die auch durch die 1922 geleistete internationale Finanzhilfe nicht überwunden worden waren. Tatsächlich war die Frage, ob ein unabhängiges Österreich wirtschaftlich überhaupt lebensfähig sei, ein Dauerthema in der volkswirtschaftlichen Diskussion. Bereits 1927 hatte der österreichische Nationalrat eine Kommission zum Studium einer Zollunion mit Deutschland eingerichtet. Für Schober war die Integration Österreichs in einen gemeinsamen Wirtschaftsraum mit Deutschland eine ökonomische Notwendigkeit, auch wenn einige österreichische Industriezweige der deutschen Konkurrenz nicht gewachsen sein würden. Am 30. August 1930 erklärte er gegenüber der Neuen Freien Presse, Österreich sei 1918 aus einem großen alten Wirtschaftsraum herausgerissen worden, ohne dass es die Möglichkeit erhalten habe, sich an ein anderes Wirtschaftsgebiet anzuschließen, ebendies sei „das österreichische Problem“; gleichzeitig machte er unmissverständlich deutlich, welcher andere Wirtschaftsraum dabei für ihn Priorität hatte: „Keine Kombination, von der Deutschland ausgeschlossen ist – jede Kombination, in der Deutschland enthalten ist“ Ökonomische Überlegungen lassen sich auf deutscher Seite weniger nachweisen. Immerhin rechnete die wirtschaftspolitische Abteilung des Auswärtigen Amtes in Berlin mit einer deutlichen Zunahme des deutschen Außenhandelsvolumens und der deutschen Industrieproduktion auf Kosten der Österreicher.
Wie sich das Zollunionsprojekt zu dem gleichzeitig geplanten Vorhaben verhielt, die deutschen Reparationsverpflichtungen zu revidieren, ist umstritten. Der Historiker Philipp Heyde nimmt an, dass beide Revisionsvorhaben nebeneinanderher vorangetrieben worden seien und Auswärtiges Amt und Reichskanzleramt es versäumt hätten, ihre Pläne aufeinander abzustimmen. Hermann Graml glaubt dagegen, dass Brüning es in reparationspolitischer Absicht unterlassen habe, das Zollunionsprojekt zu bremsen: Die absehbare Verstimmung der Franzosen habe die diversen Pläne einer Finanzhilfe für Deutschland zunichtegemacht, die seinem Plan, durch nachgewiesene Zahlungsunfähigkeit die Verpflichtungen des Youngplans abzuschütteln, im Wege gestanden hätten.

## Reaktionen

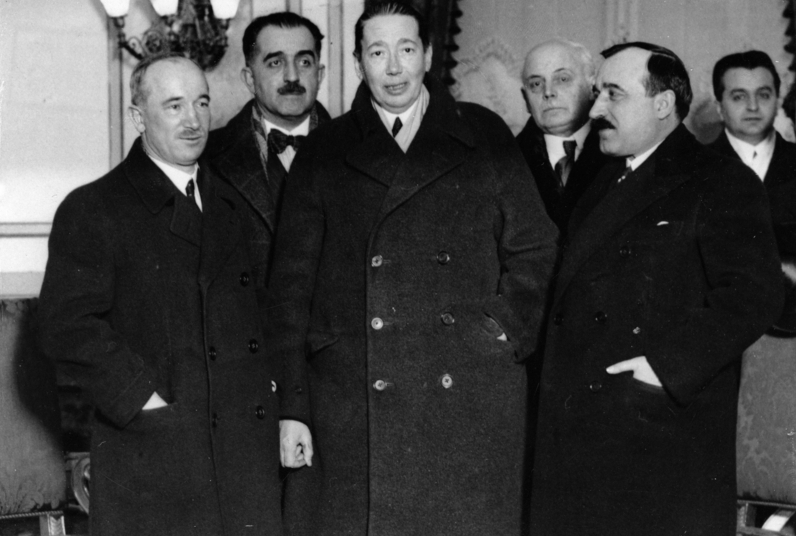
Der tschechoslowakische Außenminister Edvard Beneš (links) mit seinen Amtskollegen der Kleinen Entente Nicolae Titulescu (Rumänien) (Mitte) und Bogoljub Jevtić (Jugoslawien). Aufnahme aus dem Jahr 1932

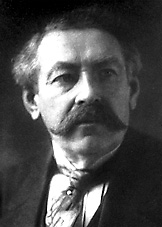
Der französische Außenminister Aristide Briand. Aufnahme aus dem Jahr 1926

Die Regierungen in Paris, London, Rom und Prag reagierten überrascht bis geschockt auf die deutsch-österreichische Demarche. Überall sah man sich vor ein Fait accompli gestellt, die Schutzbehauptung, es wäre noch nichts Definitives ausgehandelt und die Zollunion sei ein erster Schritt in Richtung auf eine europäische Union, verfing nirgendwo. Da gegenüber der britischen und der italienischen Regierung noch nach Curtius' Wienreise offiziell dementiert worden war, dass es ein solches Projekt gäbe, fühlten sich die dortigen Regierungen regelrecht getäuscht.
Der tschechoslowakische Außenminister Edvard Beneš erklärte dem deutschen Gesandten Koch unumwunden, ein Wirtschaftsbündnis komme für sein Land nur in Frage, wenn Deutschland nicht daran beteiligt wäre. Am 23. April erklärte Beneš vor dem Parlament, ein Beitritt zur Zollunion würde sein Land außenwirtschaftspolitisch in einen Gegensatz zu den liberalen Staaten des Westens bringen, politisch würde die Tschechoslowakei ihre „ganze politische Bewegungsfreiheit verlieren“. Sie könne daher nur einem Wirtschaftsbündnis beitreten, das im Einvernehmen mit dem Völkerbund oder wenigstens mit den europäischen Großmächten abgeschlossen sei: „Ohne Einigung zwischen Berlin und Paris wird in Europa kein Frieden sein.“ Gegenüber dem österreichischen Gesandten Ferdinand Marek spitzte der Außenminister diese Meinung über das Zollunionsprojekt noch zu:

„Es sei die Vorbereitung eines Krieges, zunächst eines wirtschaftlichen Krieges, und in der weiteren Folge zwangsläufig auch eines militärischen. Er sage dies im vollen Bewußtsein der Tragweite dieser Behauptung.“

Auch die französische Reaktion fiel deutlich aus: Hier erinnerte die Presse daran, dass der deutschen Reichseinigung von 1871 mit dem Zollverein ebenfalls ein handelspolitischer Zusammenschluss vorausgegangen war. Durch das unilaterale deutsche Vorgehen fühlte man sich ungut an den Panthersprung nach Agadir von 1911 erinnert. Die einzige Ausnahme von der ansonsten einhelligen Ablehnung des Projekts in der französischen Öffentlichkeit machte der sozialistische Politiker André Le Troquer, der darin den Auftakt einer gesamteuropäischen Zollunion erblickte. Die französische Regierung reagierte mit großer Entschiedenheit: Bereits am 20. März schlug sie vor, alle vier Signatarmächte des Genfer Protokolls von 1922 sollten gemeinsam in Wien vorstellig werden und dagegen protestieren, dass „Deutschland und Österreich […] sich auf einen Weg eingelassen [hätten], der zum Anschluss führt“. Gegenüber Österreich legten die Franzosen förmlichen Protest gegen das ihrer Ansicht nach illegale Projekt ein, das gegen das Genfer Protokoll von 1922 verstieß, gegenüber Deutschland wurden alle Verhandlungen über eine wirtschaftliche Zusammenarbeit oder eine Finanzhilfe eingestellt. In öffentlichen Reden kritisierten Ministerpräsident Pierre Laval und Außenminister Briand die deutsche Politik scharf. Briand fühlte sich durch das Zollunionsprojekt persönlich hintergangen, weil es die Rhetorik seines Europa-Projekts übernommen und gegen die französischen Interessen gerichtet hatte. Brüskiert sah er sich zusätzlich dadurch, dass er sich noch am 3. März 1931 in einer Rede vor der Abgeordnetenkammer über die „Anschluss-Propheten“ wie den nationalistischen Abgeordneten Henry Franklin-Bouillon lustig gemacht und bekräftigt hatte, ein Anschluss Österreichs an das Deutsche Reich sei derzeit gar nicht aktuell. Nun war er öffentlich desavouiert. Das war doppelt unangenehm für den Außenminister, weil er Kandidat bei der Wahl zum Staatspräsidenten war, die am 13. Mai anstand. Nun wurde ihm von seinen nationalistischen Gegnern immer wieder seine Fehleinschätzung vom 3. März vorgehalten, die Ansicht war verbreitet, sein deutschfreundlicher Kurs habe „l’Anschluss économique“, wie die geplante Zollunion in Frankreich allgemein genannt wurde, erst möglich gemacht. Tatsächlich wurde Briands Konkurrent Paul Doumer neuer französischer Präsident. Das Zollunionsprojekt galt unter den Zeitgenossen als Ursache für die Niederlage Briands, der als Mitglied der Regierung und als Favorit der Linksopposition eigentlich die besten Aussichten gehabt hatte. Da Briand krankheitsbedingt nur eingeschränkt arbeitsfähig war – er litt an Urämie, an der er knapp ein Jahr später sterben sollte – sank in der Folge sein Einfluss auf die Gestaltung der französischen Außenpolitik, die zunehmend vom Ministerpräsidenten geprägt wurde.
In Großbritannien gab es auch positive Stimmen. So lobte etwa Winston Churchill das Projekt als Möglichkeit für Brünings Minderheitsregierung, ihre innenpolitische Basis zu verbessern. Das Foreign Office aber war über das Projekt erbost, nicht so sehr, weil man seine politisch-rechtliche Zulässigkeit bezweifelte, sondern weil es geeignet schien, die Spannungen in Europa zu verschärfen. Außenminister Arthur Henderson setzte große Hoffnungen auf die internationale Genfer Abrüstungskonferenz, die Anfang 1932 beginnen sollte. Sie konnte nur ein Erfolg werden, wenn vorher eine gewisse Entspannung in den internationalen Beziehungen eingetreten war und entspannungsbereite Politiker, zu denen er neben Reichskanzler Brüning vor allem Außenminister Briand rechnete, bis dahin in ihren Ämtern blieben. Beides schien durch das deutsch-österreichische Projekt gefährdet, weswegen der Leiter der Mitteleuropa-Abteilung des Foreign Office Omre Sargent formulierte, Ziel der britischen Außenpolitik sei „simply […] to kill it“.
Kritik gab es auch in Deutschland. Der Publizist Theodor Wolff kritisierte das deutsch-österreichische Vorgehen scharf als blinden Aktionismus, der geeignet sei, bereits gewonnenes außenpolitisches Terrain zu verspielen. Die SPD befand sich dagegen in der Zollunionsfrage in einem Dilemma: Einerseits war sie traditionell großdeutsch eingestellt, andererseits war sie gegen jede Provokation der französischen Partner. Zudem wollte die Partei nationale Zuverlässigkeit demonstrieren und keine neue Dolchstoßlegende aufkommen lassen. Der außenpolitische Sprecher der SPD-Fraktion im Reichstag, Rudolf Breitscheid, kritisierte daher nur die Geheimhaltung des Projekts vor dem Parlament. Am 24. März bat er im Reichstag darum, „doch in Zukunft in ähnlichen Fällen etwas mehr Rücksicht auf die berechtigten Ansprüche der deutschen Volksvertretung zu nehmen.“
In Österreich opponierten Teile der Industrie, die aufgrund ihres Technologiedefizits befürchteten, der deutschen Konkurrenz nicht gewachsen zu sein. Ansonsten stieß das Projekt auf große Zustimmung. Der Sozialdemokrat Karl Renner erklärte am 29. April in seiner Antrittsrede als Präsident des Nationalrats:

„Möge es […] uns gestattet sein und den ersten Schritt zu tun und uns wirtschaftlich mit unserem Mutterlande zu vereinigen. In meinem und wohl auch in Ihrer aller Namen grüße ich in dieser Stunde unser großes deutsches Muttervolk!“

## Scheitern
Großbritannien und Frankreich wandten verschiedene Strategien an, die das deutsch-österreichische Projekt im Herbst 1931 scheitern ließen. Die Franzosen griffen zu den Mitteln der Finanzdiplomatie, die Briten setzten eine politisch-rechtliche Prüfung in Gang. Beide Prozesse verliefen gleichzeitig, beide führten am 3. bzw. 5. September 1931 zum gewünschten Erfolg.

### Die britische Völkerbundsdiplomatie

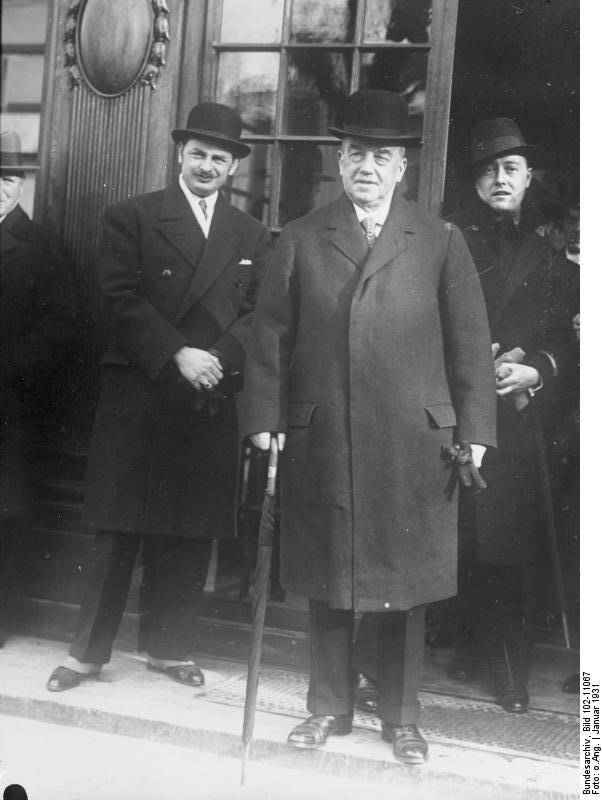
Der britische Außenminister Arthur Henderson vor dem Völkerbundspalais in Genf. Aufnahme vom Januar 1931

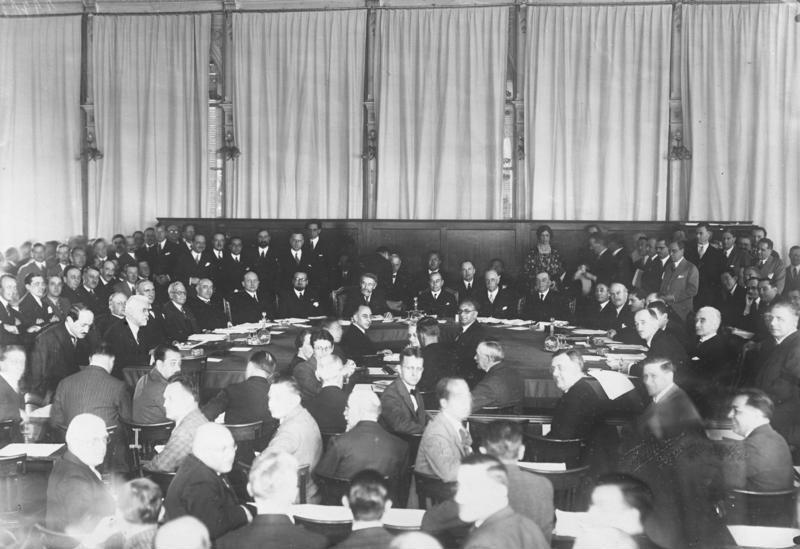
Tagung des Europäischen Studienausschusses in Genf. Aufnahme vom Mai 1931. Am Tisch sind der österreichische Außenminister Johann Schober zu erkennen (2. v. links), der gerade eine Erklärung abgibt, vier Plätze weiter rechts der italienische Außenminister Dino Grandi, neben ihm der französische Außenminister Aristide Briand, daneben der deutsche Außenminister Curtius, zwei Plätze weiter rechts der britische Außenminister Arthur Henderson und rechts neben ihm der tschechische Außenminister Edvard Beneš.

Den Briten kam es darauf an, das Zollunionsprojekt auf die lange Bank zu schieben oder möglichst geräuschlos zu erledigen, ohne dass die Atmosphäre für die Abrüstungskonferenz nachhaltig gestört wurde. Daher waren sie auch gegen den französischen Vorschlag gemeinsamer Protestdemarchen. Außenminister Henderson ließ sich vielmehr von den beiden Botschaftern in London, Konstantin Freiherr von Neurath und Georg Albert von und zu Franckenstein, bestätigen, dass mit der Zollunion kein Fait accompli geplant sei. Damit entkräftete er das Argument Botschafter Aimé de Fleuriaus, dass rasches Handeln erforderlich wäre, und erlangte die französische Zustimmung, die Frage auf die Tagesordnung der nächsten Sitzung des Völkerbundsrats zu setzen, die im Mai anstand. Ziel war eine Weiterleitung an den Ständigen Internationalen Gerichtshof in Den Haag. Mit diesem Vorgehen waren auch Italien und überraschend schnell auch Österreich einverstanden, wo man allem Anschein nach nicht so fest hinter dem Vorhaben stand, wie die Deutschen vermuteten. Daher gab auch die Regierung in Berlin nach einigem Sträuben nach: Am 10. April bat die britische Regierung daher, die Frage der Zollunion im Völkerbundsrat zu behandeln.
Als der Rat am 18. Mai 1931 unter dem Vorsitz von Curtius zusammentrat, war die Stimmung gegenüber dem deutsch-österreichischen Plan ungünstig. Der britische Antrag wurde schon am 19. Mai einstimmig angenommen. Daraufhin richtete Henderson, außerhalb der Tagesordnung und ohne dass dies mit dem Vorsitzenden Curtius abgesprochen gewesen wäre, die Frage an Schober, ob Österreich auf eine weitere Verfolgung der Zollunion verzichte, bis der Völkerbundsrat nach einem Urteilsspruch aus Den Haag sich erneut mit ihr befasst habe. In die Ecke gedrängt, bejahte der österreichische Außenminister. Damit hatte Henderson, was er wollte: Auch wenn Schober und Curtius später vor der Presse erklärten, sie würden selbstverständlich in der Sache in Fühlung bleiben, waren alle ernsteren Verhandlungen nun bis auf Weiteres unmöglich. Später legte es sich Außenminister Curtius immerhin als Erfolg aus, verhindert zu haben, dass der Rat neben den rechtlichen auch die politischen und wirtschaftlichen Aspekte des Zollunionsprojektes diskutierte. In der deutschen Presse dagegen wurde ihm die Überweisung der Zollunionsfrage an den Haager Gerichtshof als schwere außenpolitische Niederlage vorgeworfen.
Der Ständige Internationale Gerichtshof beriet vom 20. Juli bis zum 3. August 1931 über die Zulässigkeit der Zollunion. Den Standpunkt Österreichs vertrat Hans Sperl. Am 5. September veröffentlichte der Gerichtshof sein „avis consultatif“. Demnach sei das Zollunionsprojekt unvereinbar mit dem Genfer Protokoll von 1922, das Österreich verpflichtete, seine wirtschaftliche Unabhängigkeit aufrechtzuerhalten. Für dieses Votum hatten die Vertreter Frankreichs, Rumäniens, Polens, Italiens, Spaniens, Kolumbiens, Kubas und El Salvadors gestimmt, dagegen die Deutschlands, Großbritanniens, der Vereinigten Staaten, der Niederlande, Belgiens, Japans und Chinas. Mit acht zu sieben Stimmen fiel das Ergebnis sehr knapp aus. Die Ansicht, dass das Zollunionsprojekt auch gegen das Anschlussverbot des Vertrags von Saint-Germain verstieß, fand keine Mehrheit. Einen Tag später tagte der Völkerbundsrat, der unter dem Vorsitz des spanischen Außenministers Alejandro Lerroux das Gutachten des Gerichtshofs zur Kenntnis nahm und auf eine weitere Diskussion der Angelegenheit, die Deutschland und Österreich noch weiter hätte demütigen können, verzichtete. Ein Votum war auch gar nicht nötig, denn drei Tage vorher war das Zollunionsprojekt nämlich bereits an der französischen Finanzdiplomatie gescheitert.

### Die französische Finanzdiplomatie
Für Frankreich bedeutete das Zollunionsprojekt einen direkten Anschlag auf seine Machtstellung in Mittel- und Südosteuropa. Man befürchtete, es werde zu einem Anschluss Österreichs führen und so das Deutsche Reich noch stärker machen, um dessen demografische und potenziell auch ökonomische Überlegenheit sich Frankreich in der Zwischenkriegszeit Sorgen machte. Daher wurde die Zollunion als Anschlag auf Frankreichs Sicherheit interpretiert. Am 23. März beschloss das Kabinett unter Ministerpräsident Laval, die Zollunion mit allen zur Verfügung stehenden Mitteln zu vereiteln. Ansätze, durch Kredithilfen und wirtschaftliche Zusammenarbeit dem von der Weltwirtschaftskrise bereits stark betroffenen Deutschland unter die Arme zu greifen und damit auch dessen Fähigkeit zu sichern, Reparationen zu zahlen, wurden vorerst eingestellt. Als Korrelat zu dieser negativen Haltung wurde am 7. Mai ein plan constructif vorgelegt, der positive Angebote für eine Lösung der Wirtschafts- und Handelsprobleme Mittel- und Südosteuropas machte. Dass die Federführung für diesen Plan beim Unterstaatssekretär für Volkswirtschaft André François-Poncet und nicht beim Außenministerium lag, zeigt die Schwächung, die Briand innerhalb des Regierungsapparates erlitten hatte. Der plan constructif sah ein Ende des handelspolitischen Systems der Meistbegünstigung vor. Stattdessen sollten sich Österreich und die Staaten Mittel- und Südosteuropas gegenseitig Handelspräferenzen für ihre Industriegüter bzw. Agrarprodukte einräumen. Außerdem sollte durch transnationale Kartellierung die ökonomische Konkurrenz zwischen den Nachfolgestaaten der Donaumonarchie abgemildert werden und ihnen verbesserte Kreditmöglichkeiten angeboten werden. Sowohl das handelspolitisch weiterhin auf Liberalismus setzende Großbritannien als auch das Deutsche Reich, das an der binationalen Lösung der Zollunion festhielt, konnten an dem Plan nichts Konstruktives finden. Der Europäische Studienausschuss in Genf, dem er am 16. Mai vorgelegt wurde, erledigte ihn durch Verweis an seine Unterausschüsse.
Als erfolgreich sollte sich die andere Seite der französischen Finanzdiplomatie erweisen, auf die François-Poncet in seinem „Mémoire sur l’Anschluss économique“ aufmerksam machte. Nach seiner Schätzung hätten die französischen Banken kurzfristige Kredite im Wert von einer Milliarde Reichsmark an deutsche Firmen vergeben, die rasch abgezogen werden könnten:

„Dies ist jedoch nur eine Drohung. Wir können Deutschland zu verstehen geben, daß ihm Frankreich eine unendlich wirkungsvollere Finanzhilfe gewähren könnte, wenn es auf sein Projekt verzichtet und an unsere Seite zurückkommt.“

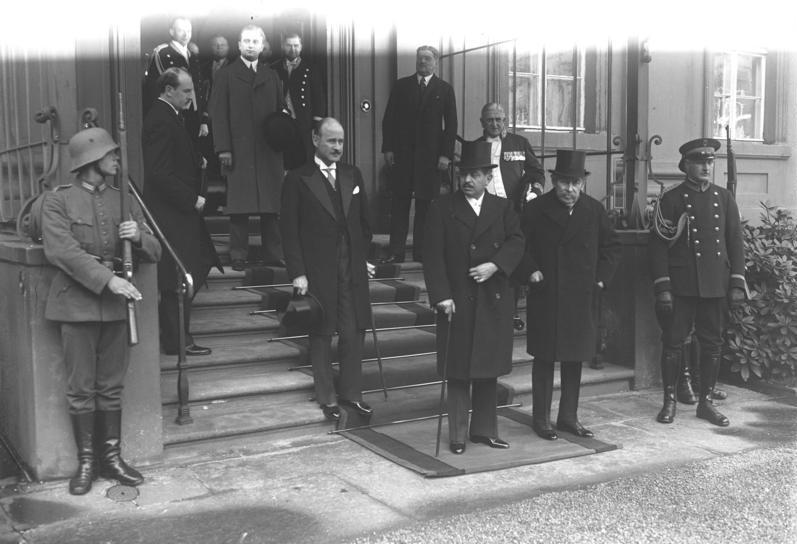
André François-Poncet (auf der untersten Stufe), Ministerpräsident Pierre Laval und Außenminister Aristide Briand in Berlin. Aufnahme vom Oktober 1931

François-Poncet erwartete, dass die Deutschen schon bald wieder auf die „Stimme der Weisheit“ hören würden.
Im Juni 1931 geriet Deutschland nach Abflüssen kurzfristiger Kredite in Milliardenhöhe in Zahlungsschwierigkeiten. Um dem internationalen Finanzsystem eine Atempause zu geben, schlug der amerikanische Präsident Herbert Hoover vor, die deutschen Reparationen und die interalliierten Kriegsschulden für ein Jahr auszusetzen. In der französischen Öffentlichkeit erhoben sich Stimmen, die forderten, die Regierung solle ihre Zustimmung von deutschen Konzessionen, namentlich von einem Verzicht auf die Zollunion abhängig machen. Die großzügige amerikanische Initiative so offenkundig zu instrumentalisieren, getraute sich Laval nicht, zumal ein vergleichbarer Versuch der faschistischen Regierung Italiens am 23. Juni in Washington brüsk zurückgewiesen worden war. Die amerikanisch-britisch-französischen Verhandlungen über das Hoover-Moratorium zogen sich in die Länge, auch weil Laval mit Rücksicht auf seine innenpolitischen Kritiker in den finanztechnischen Fragen hart blieb. Um ihm die Zustimmung zu erleichtern, drängten jetzt die Briten, Brüning solle doch als Zeichen des Entgegenkommens auf die Zollunion verzichten. Der gleichfalls innenpolitisch angeschlagene Kanzler lehnte das ab. Erst am 8. Juli 1931, fast drei Wochen nach Hoovers ursprünglichem Vorschlag, konnte das Moratorium in Kraft treten. Das Vertrauen der Kapitalmärkte in Deutschlands Zahlungsfähigkeit kehrte dennoch nicht zurück: Die Kreditabzüge gingen weiter, am 13. Juli 1931 war Deutschland zahlungsunfähig, per Notverordnung wurden die deutschen Banken für mehrere Tage geschlossen. Auch in den nun folgenden internationalen Verhandlungen über eine mögliche Stabilisierung der deutschen Finanzlage spielte die Zollunion eine Rolle. Als Gegenleistung für die rettende Kredithilfe verlangten die Franzosen ein „politisches Moratorium“ von zehn Jahren, das heißt, die Deutschen sollten auf alle Versuche verzichten, den Versailler Vertrag zu revidieren. Bei einem Staatsbesuch in Paris berieten Brüning und Laval, kamen aber zu dem Ergebnis, dass eine Milliardenanleihe untunlich wäre: Wenn es keine politischen Gegenleistungen bezüglich der Zollunion und der anderen deutschen Revisionsvorhaben gäbe, würde die französische Regierung innenpolitische Schwierigkeiten bekommen und wahrscheinlich gestürzt werden. Dasselbe drohe der deutschen Regierung, wenn sie die französischen Forderungen erfülle.
Während die deutsche Regierung den Verlockungen der französischen Finanzdiplomatie widerstand, einfach weil sie bei Annahme von einem innenpolitischen Sturm hinweggefegt worden wäre, zeigten sich die Österreicher empfänglicher. Am 11. Mai 1931 erklärte sich die Creditanstalt, die größte Bank Österreichs, die sich bei ihrer Fusion mit der Bodencreditanstalt übernommen hatte, für zahlungsunfähig. Französische Manipulationen als Ursache nimmt die Forschung nicht an. Um eine Finanzpanik zu verhüten, übernahm der österreichische Staat die Gesamthaftung für alle inländischen Verbindlichkeiten der Bank. Damit war er selbst in Gefahr, zahlungsunfähig zu werden; zudem gefährdete der Abzug kurzfristiger Auslandskredite die Stabilität des Schillings. Das Bankhaus Rothschild bot gemeinsam mit der Bank für Internationalen Zahlungsausgleich an, Österreich zu helfen und Schatzscheine im Wert von 150 Millionen Schilling auf den Weltmarkt zu emittieren, Frankreich verlangte aber als Bedingung einen Verzicht auf die Zollunion und setzte der Regierung in Wien ein Ultimatum von drei Stunden. In Berlin berieten die Spitzen aus Auswärtigem Amt, Finanzministerium und Reichsbank, wie man den österreichischen Partnern helfen könne – entweder durch Übernahme von Aktien der Creditanstalt mit Reichsgarantie oder durch Aufkauf der Schatzscheine. Da im Reichshaushalt dafür aber höchstens 15 Millionen Schilling freizumachen waren, kam die Hilfeleistung nicht zustande.
Der österreichische Bundeskanzler Ender glaubte nicht, einen Verzicht und die gleichfalls verlangte Konsolidierung der Bundesfinanzen innenpolitisch durchsetzen zu können und trat am 16. Juni zurück. Sein Nachfolger wurde der Christlichsoziale Karl Buresch, der mit einem Überbrückungskredit der Bank von England einen sofortigen Bankrott seines Landes abwehren konnte. Die Briten waren bestrebt, die französische Politik der „Erpressung“ zu vereiteln, gerieten aber zunehmend selbst in den Sog der internationalen Finanzkrise und mussten Anfang August die Kreditlinie nach Österreich kündigen.
Am 16. Juli 1931 beugte sich die österreichische Regierung dem französischen Druck. Der Gesandte in Paris Alfred Grünberger sagte am Quai d’Orsay einen Verzicht auf die Zollunion zu und erreichte die Zusage, Frankreich würde sich an der finanziellen Rettung Österreichs beteiligen, ohne sein demütigendes Ultimatum zu erneuern. Kurz darauf schlug Schober den Deutschen vor, „die Verhandlungen, nachdem eine deutsch-österreichische Zollunion jetzt doch nicht möglich sei, in einem größeren Rahmen weiterzuführen“ – eine verklausulierte Formulierung für Österreichs Rückzug vom gemeinsamen Projekt. Am 11. August suchte die Regierung Buresch um eine Völkerbundsanleihe nach. Am 3. September 1931 erklärten Schober und Curtius vor dem Europaausschuss des Völkerbunds, „beide Länder hätten nicht die Absicht, das ursprünglich ins Auge gefaßte Projekt weiter zu verfolgen“. Diese Erklärungen waren in den Tagen zuvor gemeinsam mit François-Poncet entworfen worden, der wenige Wochen später zum französischen Botschafter in Berlin avancieren sollte. Im Reichskabinett stellte es Curtius als seinen Erfolg dar, dass er kein Schuldbekenntnis habe ablegen und auf keinerlei Rechtsansprüche habe verzichten müssen. Er konnte aber nicht beschönigen, dass seine Niederlage komplett war: Die Zollunion war politisch und juristisch gescheitert. Am 3. Oktober 1931 trat er als Außenminister zurück. Auch Schober verlor bald darauf sein Amt. Die Christlichsozialen gaben ihm und dem Zollunionsprojekt die Schuld an der sich katastrophal verschlechternden Wirtschaftslage. Die Großdeutschen wiederum sahen sich in ihrer nationalen Thematik zunehmend von der anwachsenden nationalsozialistischen Bewegung unter Druck gesetzt. Als sie im Januar 1932 von Bundeskanzler Buresch die Zusicherung verlangten, der „deutsche Kurs“ der österreichischen Außenpolitik werde grundsätzlich fortgesetzt, lehnte dieser ab: Schober und die Großdeutschen schieden daraufhin aus der Regierung aus. Bei den Landtagswahlen am 24. April 1932 in Wien, Niederösterreich und Salzburg verlor die Großdeutsche Volkspartei fast alle Stimmen an die NSDAP.

## Bewertungen
Das Zollunionsprojekt wird in der Forschung zumeist negativ beurteilt: Deutsche und Österreicher agierten taktisch ungeschickt, indem sie mit ihrer langen Geheimhaltung den Eindruck erweckten, sie würden die anderen interessierten Regierungen hintergehen oder vor vollendete Tatsachen stellen; sie überschätzten sowohl ihre rechtliche Position als auch ihre politische Stärke. Die Revision der deutschen Reparationsverpflichtungen, die Brüning gleichzeitig anging, lässt das Zollunionsprojekt zudem „deplatziert“ erscheinen. Noch bedeutsamer waren die Folgen auf internationaler Ebene. Für den Historiker Peter Krüger war das Zollunionsprojekt „der Sündenfall der deutschen Außenpolitik, eine Herausforderung des europäischen Staatensystems, und eine schlecht kalkulierte dazu“. An die Stelle der vertrauensvollen Zusammenarbeit und der geduldigen Suche nach Kompromissen mit Frankreich, die Stresemanns Verständigungspolitik ausgemacht habe, seien nun Auftrumpfen und Konfrontation getreten, statt Gleichberechtigung im Kreise der Großmächte habe Deutschland nun eine Hegemonie angestrebt. Der französische Historiker Jacques Bariéty deutet das Projekt als mit ökonomischen Argumentationen kaschierten Teil einer deutschen Gesamtstrategie, „in Südosteuropa das Erbe des Habsburger Reiches anzutreten“. Angesichts der immer noch überragenden Machtstellung Frankreichs in Europa konnte das nicht gelingen, weswegen der Bielefelder Sozialhistoriker Hans-Ulrich Wehler von einem „politisch aberwitzigen Projekt“ spricht. Der Historiker Tilman Koops bezeichnet das Projekt

„als verhängnisvollen diplomatischen Fehler, der aus der Überschätzung der außenpolitischen Bewegungsfreiheit des Reichs und der Fehlbeurteilung der britischen und französischen Reaktionen entstanden war. Die Zollunion erschütterte das Vertrauen des Auslands in die deutsche Zuverlässigkeit und schwächte die deutsche Position in der Banken- und Kreditkrise.“

Der „völlige Fehlschlag“ des Zollunionsprojekts (Eberhard Kolb) untergrub in der Folge das Vertrauen von Deutschen und Österreichern in diplomatische Lösungen, in friedliche Streitschlichtung und die Institution des Völkerbunds. Rolf Steininger urteilt, in der Konsequenz habe das „für Deutschland […] Hitler, für Österreich Dollfuß“ bedeutet. Der amerikanische Historiker Patrick O. Cohrs urteilt, der Zollunionsplan sei von Brüning aus innenpolitischen Gründen aufgelegt worden, nämlich um angesichts des Aufstiegs des Nationalsozialismus außenpolitische Handlungsfähigkeit zu zeigen, habe aber einen den deutsch-französischen und den deutschen-britischen einen „desastrous blow“ versetzt.
Die britische Historikerin Anne Orde sieht das Projekt positiver. Nach ihrer Ansicht spielte dabei gar nicht die Politik die Hauptrolle, sondern die Wirtschaft: Ursprünglich sei die Zollunion als erster Schritt einer langfristigen Strategie zur Bekämpfung der Weltwirtschaftskrise durch wirtschaftliche Zusammenarbeit in Zentral- und Südosteuropa geplant worden, alle anderen Motive seien erst durch Druck der Öffentlichkeit in beiden Ländern in den Vordergrund geschoben worden. Ähnlich urteilt auch der australische Reparationshistoriker Bruce Kent:

„Der Zollunionsplan war nur ein ungeschickter und zu einem ungünstigen Zeitpunkt unternommener Versuch, konstruktive Wirtschaftsdiplomatie zu betreiben.“

Der Historiker Andreas Rödder nimmt eine mittlere Position ein: Er sieht Curtius in stärkerer Kontinuität zu seinem Vorgänger Stresemann; der Übergang von dessen „Verständigungsrevisionismus“ zu einem „Verhandlungsrevisionismus“ sei dadurch veranlasst gewesen, dass es nach der Verabschiedung des Youngplans und der Rheinlandräumung sachlich keine Kompromissmöglichkeiten zwischen Frankreich und Deutschland mehr gegeben habe. Curtius‘ Ansatz sei also nur eine Variante des stresemannschen Konzepts und müsse im Gegensatz zum „Konfrontationsrevisionismus“ gesehen werden, wie ihn die extreme Rechte der Weimarer Republik forderte. Gleichwohl kritisiert auch Rödder die „Risikostrategie“, die Curtius in der Zollunionsaffäre verfolgt habe.